# For Those Who Wait
| Críticas profissionais | Críticas profissionais |
| Avaliações da crítica  | Avaliações da crítica  |
| Fonte                  | Avaliação              |
| ---------------------- | ---------------------- |
| allmusic               | link                   |
| Jesus Freak Hideout    | link                   |

For Those Who Wait é o quarto álbum de estúdio da banda Fireflight, lançado em 9 de Fevereiro de 2010.

## Faixas
1. "For Those Who Wait" —	4:07
2. "Desperate" —	2:54
3. "Fire in My Eyes" — 2:59
4. "Core of My Addiction" — 3:14
5. "What I've Overcome" — 3:05
6. "Name" — 3:49
7. "New Perspective" — 3:20
8. "You Give Me That Feeling" — 3:23
9. "All I Need To Be" — 3:35
10. "Recovery Begins" — 4:54

## Desempenho nas paradas musicais
| Parada musical (2010)                               | Posição |
| --------------------------------------------------- | ------- |
| Estados Unidos - Top Christian Albums               | 5       |
| Estados Unidos - Billboard 200                      | 96      |
| Estados Unidos - Top Modern Rock/Alternative Albums | 16      |
| Estados Unidos - Top Rock Albums                    | 24      |

## Prémios e nomeações
A 1 de Dezembro de 2010, álbum foi nomeado para o Grammy Award na categoria "Best Rock or Rap Gospel Album", tendo perdido para Hello Hurricane de Switchfoot.

## Créditos
- Dawn Michele — Vocal
- Justin Cox — Guitarra, vocal de apoio
- Wendy Drennen — Baixo
- Phee Shorb — Bateria
- Glenn Drennen — Guitarra